# Associazione Sportiva Reggina 1952-1953
Questa pagina raccoglie i dati riguardanti l'Associazione Sportiva Reggina nelle competizioni ufficiali della stagione 1952-1953.

## Stagione
La squadra, allenata per la seconda stagione consecutiva da Pietro Piselli, ha concluso il girone H della IV Serie 1952-1953 al dodicesimo posto.

## Rosa
| N. |                   | Ruolo | Calciatore   |
| -- | ----------------- | ----- | ------------ |
| -  | Italia (bandiera) | P     | Dini         |
| -  | Italia (bandiera) |       | Belli        |
| -  | Italia (bandiera) |       | Spadaro      |
| -  | Italia (bandiera) |       | Crea         |
| -  | Italia (bandiera) |       | Chiarantano  |
| -  | Italia (bandiera) |       | Meini        |
| -  | Italia (bandiera) |       | Bernardini   |
| -  | Italia (bandiera) |       | Carta        |
| -  | Italia (bandiera) |       | Baldasserini |
| -  | Italia (bandiera) |       | Simoncelli   |

| N. |                   | Ruolo | Calciatore         |
| -- | ----------------- | ----- | ------------------ |
| -  | Italia (bandiera) |       | Carta              |
| -  | Italia (bandiera) |       | Lizza              |
| -  | Italia (bandiera) |       | Ispani             |
| -  | Italia (bandiera) | C     | Alberto Gatto      |
| -  | Italia (bandiera) | D     | Rolando Appolloni  |
| -  | Italia (bandiera) | A     | Ernesto Scarlattei |
| -  | Italia (bandiera) | A     | D'Alò              |
| -  | Italia (bandiera) |       | Fazi               |
| -  | Italia (bandiera) | C     | Neri               |

## Piazzamenti
- IV Serie: 12º posto.